# The Elder Scrolls IV: Oblivion
The Elder Scrolls IV: Oblivion ist ein Open-World Computer-Rollenspiel des US-amerikanischen Entwicklers Bethesda Game Studios (ZeniMax Media) und der vierte reguläre Teil der The-Elder-Scrolls-Reihe, das seit 2006 für verschiedene Spieleplattformen vertrieben wird.
Das Spiel erschien am 24. März 2006 erstmals für Microsoft Windows und Xbox 360 unter dem Publisher 2K Games (Take 2 Interactive). Die PlayStation-3-Version erschien erst später am 26. April 2007 mit Ubisoft als Publisher. Mittlerweile wird The Elder Scrolls IV: Oblivion ausschließlich von Bethesda Softworks im Einzelhandel und auf digitalen Vertriebsplattformen wie Steam (Valve) angeboten.
Das Fantasy-Rollenspiel zeichnete sich zum Zeitpunkt der Veröffentlichung durch seine vergleichsweise detaillierte Grafik, fortschrittliche NPC- und Gegner-KI, und realistische Physiksimulation beim Interagieren mit virtuellen Objekten aus.
Mit The Elder Scrolls IV: Oblivion Remastered erschien 2025 ein Remaster des Spiels.

## Handlung der Hauptquest

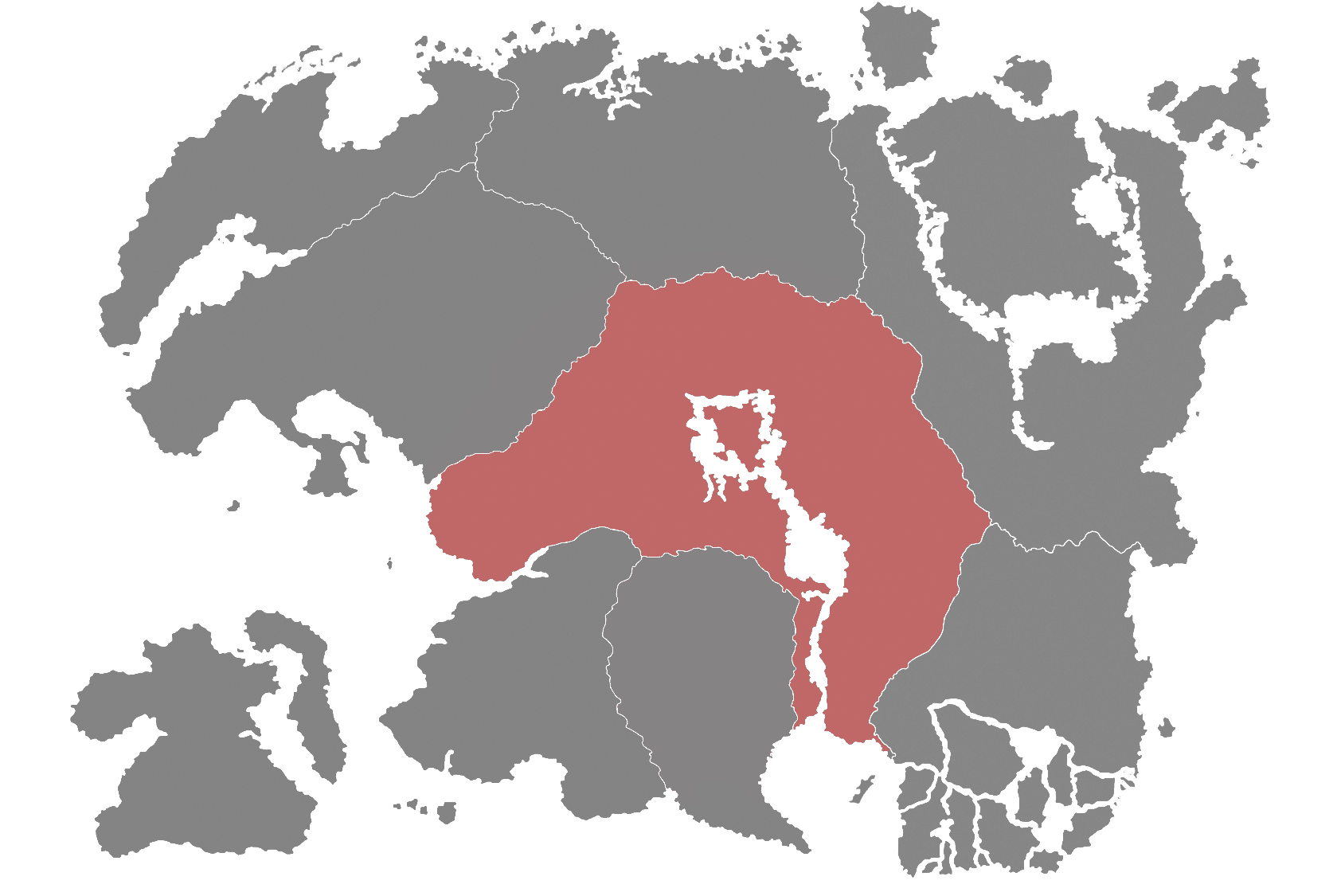
Provinz Cyrodiil auf dem fiktiven Kontinent Tamriel hervorgehoben

Fiktiver Handlungsort ist die Provinz Cyrodiil auf dem Kontinent Tamriel, der sich wiederum auf dem Planeten Nirn befindet. Dieser befindet sich, mit den neun ihn umkreisenden Planeten, in der Mitte des Zentrumsbereiches (Mundus) des fiktiven und alles umschließenden Universums, der Aurbis. Außerhalb des Zentrumsbereiches befinden sich im leeren Raum die Reiche des Vergessens (Oblivion-Welten), die dann nur noch von der blasenförmigen Aetherius-Dimension umgeben werden, die den Rand des Aurbis zur absoluten Leere bildet und die Quelle der Magie in der Welt darstellt. Göttliche Gestalten abseits des ursprünglichen Schöpfergottes und seines Antagonisten, werden in der Welt unter die Gruppe der sogenannten et'Ada gefasst. Diese spalteten sich bei der Schöpfung des Mundus unter Führung der Götter Magnus und Lorkhan auf in die dabei beteiligten Aedra und die unbeteiligten und der Schöpfung abgeneigten Daedra.
Die Geschichte beginnt zu Ende des 433. Jahres der dritten Ära: Der Herrscher von Cyrodiil, Kaiser Uriel Septim VII. ist zu alt und schwach, um seine Regierungsgeschäfte länger zu tätigen, weshalb sein Lordkanzler Ocato einen Großteil der Aufgaben übernommen hat. Doch eine okkultistische Gruppe namens „Die mythische Morgenröte“ trachtet dem Kaiser – nicht Ocato – trotzdem nach dem Leben. Nachdem Septims Söhne von den Meuchelmördern der mythischen Morgenröte getötet wurden, flieht der Kaiser, begleitet von seiner Leibgarde, den Klingen, durch die Geheimgänge des Kaiserturms, um sich in eine geheime Festung zurückzuziehen. Der Fluchtweg führt durch den Kerker der Kaiserstadt und dort durch die Gefängniszelle des Protagonisten, die planmäßig eigentlich leer sein sollte. Dort erwartet den Kaiser allerdings der Protagonist, was den Start der spielerischen Handlungsfähigkeit und Tutorials darstellt, das sich in die Handlung einfügt. Dieser schließt sich dem Kaiser an, der ihm unaufgefordert erzählt, dass er ihn bereits in seinen Träumen gesehen habe und ihm deshalb vertraue. Die kleine Gruppe von Leibgardisten, bestehend aus Hauptmann Renard, Baurus und Glenroy, öffnen nach diesem Gespräch einen Geheimgang in einer Wand der Zelle.
Dadurch erlangt die Gruppe Zugang zu einem Teil der unter der Kaiserstadt liegenden Kanalisation und anliegenden Höhlen, die auch von feindseligen Goblins bewohnt werden. Allerdings scheint der mörderische Kult den geheimen Fluchtweg des Kaisers bereits zu kennen, sodass die Gruppe immer wieder Opfer von kleinen Hinterhalten wird, bei der sich die Attentäter ihrerseits versteckter Türen bedienen. Als eine Klinge nach der anderen fällt und der letzte verbliebene Leibgardist Baurus durch einen Kampf abgelenkt ist, gelingt es den Mördern der mythischen Morgenröte auch den Kaiser zu töten. Dieser schafft es jedoch kurz davor dem Spieler das „Amulett der Könige“ zu überreichen und beauftragt ihn, seinen letzten verbliebenen (unehelichen) Sohn und damit letzten Thronerben, Martin Septim, zu finden und zu beschützen. Nur dieser soll aufgrund des kaiserlichen „Drachenblutes“ dazu in der Lage sein, alle Tore zum Reich des Vergessens (Oblivion-Tore) mit Hilfe des Amuletts dauerhaft schließen zu können. Dem Spieler obliegt es daraufhin auch den letzten Assassinen zu töten. Mit ein paar abschließenden Worten verabschiedet sich der durch sein dienstliches Versagen demoralisierte Baurus in eine dem Spieler verschlossene Richtung und fordert ihn auf, sich wegen der Worte an Jauffre, den Großmeister der Klingen zu wenden, der sich inkognito in der Weynon-Priorei in Chorrol aufhalte. Der Spieler muss daraufhin selbstständig den letzten Teil der Kanalisation durchkämpfen und gelangt schließlich an einen Ausgang, nach dessen Durchschreiten sich nach diesem düsteren und linearen Tutorial-Spielabschnitt nun die Spielwelt erstmals offen, bunt und hell vor dem Spieler ausbreitet.
Zeitgleich zum Tode Septims erlöschen die Drachenfeuer im Tempel von Akatosh in der Hauptstadt des Kaiserreiches und es öffnen sich überall im Land Portale nach Oblivion. Bei der Höllendimension Oblivion handelt es sich um eine Parallelwelt, die von den sogenannten Daedra bewohnt wird. Daedra ist ein Sammelbegriff für verschiedene Spezies, darunter Götter (die Daedra-Fürsten und -Prinzen) und Dämonen (z. B. Skamps, Daedroths und Dremora).
Der Spieler kann daraufhin Jauffre aufsuchen, wobei sich herausstellt, dass der uneheliche Sohn unter verdeckter Identität in dem Kloster aufwuchs und lebte, nun aber in der Stadt Kvatch als Priester in der Kapelle von Akatosh arbeitet. Jauffre berichtet von seltsamen Gerüchten um einen Angriff auf Kvatch und fordert das Amulett zur Aufbewahrung ein. Begibt sich der Protagonist dorthin, muss er feststellen, dass sich in der Stadt selbst ein Oblivion-Tor geöffnet hat und er sich erst zur Kirche durchkämpfen muss. Gelingt dies, findet man dort Martin Septim, der gänzlich überrascht noch mit der Verpflegung der Verwundeten beschäftigt ist. Er beharrt allerdings darauf, dass er die Stadt nicht verlassen könne, bevor das hiesige Tor geschlossen und die Bewohner sicher seien. Ist dies geschafft, erklärt sich Martin bereit, den Spieler zurück zur Priorei zu begleiten. Dort müssen sie aber zur Kenntnis nehmen, dass während des Kampfes um Kvatch die mythische Morgenröte durch einen Überfalls dort den Besitz am Amulett an sich gerissen hat. Martin folgt auf Jauffres Empfehlung dem Spieler auf die geheime Festung der Klingen, dem Wolkenherrscher-Tempel, die in den schneebedeckten Bergen nahe der nördlichen Stadt Bruma liegt. Von dort aus orchestrieren die Charaktere dann Operationen, unter Involvierung des Spielers, um den Kult zu infiltrieren und das Amulett zurückzuerlangen.
Im Verlaufe der Ermittlungen stellt sich heraus, dass ein altmerischer Zauberer und Mystiker namens Mankar Camoran für die Gründung der mythische Morgenröte, den Befehl zum Mord am Kaiser und den Raub des Amuletts verantwortlich ist. Der Spieler erfährt, dass Camoran im Auftrag des Daedra-Prinzen Mehrunes Dagon handelt und von diesem „das Mysterium Xarxes'“ erhalten hat, ein daedrisches Buch, das dem kundigen Besitzer erlauben soll, eine bestimmte Daedra-Dimension zu betreten. Der Spieler verfolgt – sich als „Akolyth“ ausgebend – die Spur der mythischen Morgenröte bis zu ihrem geheimen Unterschlupf in den Höhlen beim Arrius-See nahe dem Schrein von Mehrunes Dagon. Dort gelingt es Camoran ein Portal zu seinem „Paradies“ zu öffnen, der Daedra-Ebene Gaiar-Alatar (ayleidisch für „Wilder Garten“), in der normale Sterbliche unsterblich werden können, dafür aber bis in alle Ewigkeiten mit niederen Daedra kämpfen müssen. Ihm gelingt vorerst die Flucht und das rechtzeitige Schließen des Portals. Mit Camorans schriftlichen Kommentaren und verschiedenen zu sammelnden Artefakten kann der Spieler schließlich ebenfalls ein Portal öffnen und Camoran stellen. Unterliegt Camoran im Kampf, erlangt der Spieler das Amulett zurück und die Dimension bricht zusammen. Vor seinem Tod erklärt Camoran seine Motive. Seiner Interpretation der Schöpfungsgeschichte nach sei das Mundus aus der Dämmerwelt des Gottes Lorkhan geschaffen worden, der für diese von acht oder neun et'Ada ermordet wurde, die sich fortan Aedra nannten und die anderen Götter als Daedra-Fürsten ausgrenzten. Lorkhans Sohn, der Daedra-Prinz Mehrunes Dagon habe deshalb einen Anspruch auf Mundus. So soll sein Kult die „Morgenröte der Dämmerwelt“ sein. Er erklärt, dass das Amulett der Könige den Kaisern erlaubte, die Drachenfeuer der Kaiserstadt am Brennen zu halten, die eine Barriere zwischen der Oblivion-Welt Dagons und Nirn bildeten. Mit Septims Tod seien diese erloschen und die Verbindung nach Oblivion geöffnet worden. Die ihm von Dagon erzählte Version stellt sich allerdings als unwahr heraus und Camoran als Getäuschter.
Dennoch gelingt Dagon mitten in Martins Krönungszeremonie die Invasion der Kaiserstadt, bevor die Drachenfeuer wieder entzündet werden können. Martin Septim opfert sich daraufhin, um das in ihm vorhandene und mystisch vererbte Drachenblut des Aedra und Drachengotts Akatosh, in Verbindung mit dem im Amulett beherbergten Geist, zur Beschwörung desselben freizugeben. Dies gelingt und Dagon wird besiegt, wodurch die Barriere zu Oblivion wiederhergestellt wird. Lordkanzler Ocato übernimmt daraufhin die Regierungsgeschäfte, womit die Hauptquest beendet ist.

## Nebenquestreihen
Außerdem beinhaltet das Spiel die Magier-, Diebes- und Kämpfergilde sowie die dunkle Bruderschaft, zu deren Oberhaupt der Spieler aufsteigen kann. Auch kann man in den einzelnen Fürstentümern Titel erringen (beispielsweise Ritter des Dornenordens). Ferner bieten sich dem Spieler neben dem eigentlichen Handlungsstrang noch zahlreiche gildenbezogene Zusatzaufgaben sowie eine Unmenge Nebenquests, die er dazu nutzen kann, sich mit der Spielwelt vertraut zu machen und seinen Reichtum und Ruhm zu mehren sowie unzählige Dungeons zu erforschen.
- Die Arena: Bei den Arena-Missionen muss man nacheinander mehrere Gegner ausschalten, um Ränge aufzusteigen und letztendlich zum Großmeister aufzusteigen. Ab diesem Zeitpunkt kann man nur noch in „Monster-Kämpfen“ gegen wilde Tiere kämpfen. Ebenso ist es möglich, sich Kämpfe anzuschauen und auf einen der beiden Kämpfer eine Wette abzuschließen.
- Die Diebesgilde: Bei der Diebesgilde geht es hauptsächlich darum, Gegenstände zu stehlen. Entweder man bricht außerhalb der Missionen in Häuser ein und verkauft die Gegenstände, die man klaut, bei Händlern, oder man klaut bestimmte vorgeschriebene Gegenstände in den Diebesgilden-Missionen.
- Die dunkle Bruderschaft: Bei der dunklen Bruderschaft bekommt man in den Missionen immer ein Ziel zum Töten und eine optionale Art, wie man das Ziel tötet, um einen Bonus zu bekommen.
- Die Kämpfergilde: Bei der Kämpfergilde leistet man im ersten Teil Dienste für die Gesellschaft und kleinere Gruppen. Nach all dem muss man zudem noch eine „private Kämpfergilde“ besiegen.
- Die Magiergilde: Bei der Magiergilde muss man zuerst kleinere Missionen für die einzelnen Gildenhäuser in den verschiedenen Städten erledigen und danach die Totenbeschwörer und ihren Anführer bezwingen.

## Spielprinzip
Das grundsätzliche Spielprinzip ist das eines Action- oder Adventure-Rollenspiels. Das heißt, der Spieler erstellt einen Charakter mit weitgehend numerisch bestimmten Fertigkeitsstufen für verschiedene Fähigkeiten und setzt diese in einer dreidimensional simulierten virtuellen Spielwelt durch das Drücken von Tasten in animierte Echtzeitaktionen ein, um mit NPCs oder Objekten zu interagieren. Ein Computer-Rollenspiel unterscheidet sich dabei vom Pen-&-Paper-Rollenspiel vor allem durch die, von Engines vorgenommene, grafische und modellhaft-physikalische Umsetzung des Geschehens, die ergänzt durch andere Medienkomponenten wie z. B. begleitende Musik die sinnliche Erfahrung im Vergleich zu diesem erweitern soll. Der Spieler soll einen individuellen Charakter erstellen können, mit dem er sich identifizieren kann, und durch langfristige, teilweise gestufte Interaktion mit bestimmten Handlungs- oder Gameplay-Elementen insgesamt ein positives Erlebnis erfahren und durch Immersion Realitätsflucht vollziehen können.
Zu Beginn entscheidet der Spieler in Oblivion, der der 10 fiktiven Rassen, wie dem menschlichen Kaiservolk oder den Elfen (darunter die Dunkelelfen, Waldelfen und Hochelfen) beziehungsweise den anthropomorphen Völkern (sprich die Argonier und Khajiit), er angehören will. Weder die Rasse noch die Wahl der Klasse (des Berufes) wie z. B. Meuchelmörder beeinflussen die Haupthandlung oder andere Quests. Der Spieler kann mehreren sogenannten „Gilden“ beitreten, als Gladiator kämpfen und frei die Spielwelt erkunden, auch zu Pferde.
Die Spielwelt ist offen: Lineares Schritt-für-Schritt-Vorgehen ist (abgesehen vom Hauptquest) nicht oder nur teilweise notwendig. Der Held kann sich wie in einer „echten“ Welt weitgehend frei bewegen. Im Gegensatz zum Vorgänger The Elder Scrolls III: Morrowind wurde die Welt deutlich vergrößert und durch verschiedene Veränderungen wie die Einschränkung der Fertigkeitenanzahl und die Überarbeitung des Reisesystems vereinfacht.

## Entwicklungsgeschichte
The Elder Scrolls IV: Oblivion wurde als vierter Teil der Elder-Scrolls-Reihe von Bethesda Softworks entwickelt. Die Musik komponierte Jeremy Soule, der bereits den Vorgänger Morrowind musikalisch untermalte.

### Deutsche Lokalisierung
Bethesda ließ die Lokalisierung des Spiels ins Deutsche in relativ kurzer Zeit durch die eigenen Mitarbeiter durchführen, statt, wie in der Branche bei größeren Titeln üblich, durch erfahrene, professionelle und spezialisierte Übersetzungs-Dienstleistungsunternehmen – abweichend von den bisherigen Serienteilen, bei denen Take 2 Interactive für Bethesda die Lokalisierungen orchestriert hatte. Deshalb kam es vermehrt zu grammatikalischen Ungenauigkeiten, Ausfällen und Fehlübersetzungen.
Bis 2007 veröffentlichte Bethesda mehrere Patches, mit denen man die teilweise gravierenden Gameplay- und Übersetzungsfehler zu beheben versuchte. Dennoch wurden dem Hauptspiel von der deutschen Fachpresse, selbst ein Jahr nach Veröffentlichung, in den Tests der dann erschienenen Erweiterungen – im Vergleich zu diesen –, aber auch anderweitig, immer noch schwere Mängel bei der Übersetzung attestiert.
→ Rezeption: Kritik an deutscher Lokalisation
Im Gegensatz zum Hauptspiel enthalten die Add-ons Knights of the Nine und Shivering Isles nur noch wenige Übersetzungsfehler.

### Offizielle Erweiterungen

#### Knights of the Nine
Im Add-on Knights of the Nine, das in Deutschland am 30. November 2006 für PC erschienen ist, wird das Hauptspiel um die Handlung der gleichnamigen Fraktion erweitert.
In der in den Läden erhältlich gewesenen Version waren noch andere kleinere DLCs enthalten, die kleine Quests hinzufügten oder es beispielsweise ermöglichten, Pferderüstungen zu kaufen. Dennoch wurde in der Presse aufgrund eines als geringen empfundenen Gesamtumfangs des Add-Ons und der angeblich geringen Spieldauer vereinzelt von einem „Mini-Add-On“ gesprochen.
In Knights of the Nine ist Umaril der Ungefiederte (das Kind eines Daedra-Prinzen und eines Elfen) zu bekämpfen, nachdem dieser ein Massaker in einer Kapelle anrichtet und ein Prophet auftaucht, der verkündet, dass Umaril Unheil bringen wird. Im Laufe der Questreihe sammelt der Spieler Artefakte der Neun Göttlichen, die ihn im Kampf gegen Umaril stärken sollen.

#### Shivering Isles
Im Add-on Shivering Isles, das in Deutschland am 30. März 2007 für PC und am 15. November 2007 für Xbox360 erschienen ist, wird den Käufern durch ein Portal der Zugang zur gleichnamigen Daedra-Ebene (Parallelwelt) und Reich des Daedra-Prinzen des Wahnsinns, Sheogorath, ermöglicht.
Sheogorath bittet den Spieler, ihm zu helfen, den „Grauen Marsch“ aufzuhalten, bei dem der Daedra-Prinz der Ordnung, Jyggalag, über die Shivering Isles, herfällt und diese verwüstet. Dieses passiert, wie sich im Laufe der Handlung herausstellt, am Ende jeder Ära (also bisher dreimal). Der Spieler erfährt im Verlaufe der Geschichte, dass Sheogorath eigentlich Jyggalag, der Daedra-Fürst der Ordnung, war, bevor er von den anderen Daedra-Fürsten durch Induzierung von Wahnsinn zu Sheogorath transformiert wurde, da er in ihren Augen zu mächtig wurde. Mithin gewähren diese ihm aber am Ende bzw. Beginn jedes bedeutenden Zeitalters (Ära) zu seiner ursprünglichen Persönlichkeit, Jyggalag, zurückzukehren. Dies führt dann aufgrund der Persönlichkeit Jyggalags zwanghaft zu einem Krieg zur Wiederherstellung der „Ordnung“ auf den Shivering Isles und zur Zerstörung der von seiner wahnsinnigen Persönlichkeit bis dahin errichteten (oder dahingewachsenen) Welt. Durch die Bezwingung Jyggalags, im Finale der Hauptquest des Add-ons, geht die Kraft von Jyggalag auf den Spieler über, wodurch dieser selbst zu Sheogorath und damit zum Herrscher über die Shivering Isles wird.

#### Game of the Year Edition
Im September 2007 bekam Oblivion schließlich seine Game of the Year Edition, die neben Knights of the Nine auch die größere Erweiterung Shivering Isles enthält. Seither wird das Spiel hauptsächlich in dieser Version vertrieben.

### Community-Patches
Nach dem Ende des Supports des Hauptspiels im Mai 2007 mit dem Patch 1.2.0416 begann die Spiel-Community, verbliebene Bugs und Unzulänglichkeiten im Spiel zu beheben. Die letzte Iteration v3.4.4 des Unofficial Oblivion Patch genannten Community-Patches aus dem Jahr 2013 behebt über 2500 verbliebene Fehler im Spiel.
Auch für die vorkommenden Übersetzungsfehler existieren Korrekturen aus der Fangemeinde. Da die Konsolenversionen nicht durch das Constructionset erweitert werden können, fehlt hier diese Möglichkeit.

### Fan-Erweiterungen
Aufgrund eines bereitgestellten Modding-SDKs existieren zahlreiche Fan-Mods für Oblivion, die es ermöglichen, neben neuen Spielobjekten (Waffen, Kleidungsstücken und Gebäuden) auch ganze Questreihen hinzuzufügen.
Seit Juli 2010 existiert die erste kostenlose deutschsprachige Total-Conversion-Mod von Oblivion namens „Nehrim – Am Rande des Schicksals“. Neben einer eigens für die Mod aufgenommenen neuen Vertonung der Figuren verfügt Nehrim über abweichende Texturenpakete, Soundeffekte und Haupthandlung nebst diverser Nebenaufgaben. Entwickelt wurde die Mod von der nicht-kommerziellen Modder-Gruppe „SureAI“.

## Oblivion Remastered
Bereits 2023 gab es erste Gerüchte, wonach laut internen Dokumenten ein Remaster von The Elder Scrolls IV: Oblivion geplant sei. Am 22. April 2025 präsentierte Bethesda das Spiel schließlich in einem Livestream. Bereits am selben Tag wurde The Elder Scrolls IV: Oblivion Remastered für PC, Xbox Series X/S und PlayStation 5 als Download veröffentlicht. Für die Neuauflage wurde Oblivion von Virtuos auf die Unreal Engine 5 portiert, neben umfangreichen grafischen Überarbeitungen wurde auch das Gameplay optimiert. heise online bewertete die Grafik als „hübsch wie nie“, bemängelte aber auch technische Probleme, allem voran Ruckler, die durch die Unreal Engine 5 begünstigt würden.

## Rezeption

### Allgemein
Oblivion wurde überwiegend positiv von Presse und Konsumenten aufgenommen, erhielt mehrere Auszeichnungen und war auch ein kommerzieller Erfolg. Mithin erschienen auch in den Jahren nach Release noch weitere Nachfolgekritiken oder Rückblicke, die sich insgesamt erstmalig oder wiederholend positiv über das Spiel äußern.
Kritisiert wurde teilweise die technische Umsetzung, da das Spiel zum Veröffentlichungszeitpunkt mit einer erheblichen Menge an Programmfehlern (ugs. en.: Bugs) und mangelhafter deutscher Lokalisierung vertrieben wurde. Mit Patches konnte Bethesda die Probleme später teilweise beheben, wodurch sich das Spiel allerdings erst weit nach dem eigentlichen Release ungestört spielen ließ.
Besonders gelobt wurden die Quests, insbesondere die Nebenquest-Reihe der Dunklen Bruderschaft, die Grafik im Verhältnis zur technischen Entwicklung ihrer Zeit, die begleitende Spielmusik, die Charaktergestaltung und die Atmosphäre des Spiels.

### Kritik an deutscher Lokalisierung
Einer der Hauptkritikpunkte der deutschen Presse, insbesondere der Spielemagazine als Fachpresse, und der Spieler bzw. Käufer war die im Spielprogramm enthaltene deutsche Sprachversion, die entwicklungsbedingt von zahlreichen Mängeln geplagt war.
→ Entwicklungsgeschichte: Deutsche Lokalisierung
Einzelne Kritikpunkte und Beispiele aus der Presse:
1. Unverständliche Abkürzungen: Die Abkürzung „Schw.Tr.d.Le.En.W.“ bezeichnet im Spieler-Inventar den „Schwachen Trank der Lebensenergie-Wiederherstellung“.[24]
2. Falschbezeichnungen/Fehlübersetzungen: Der Zauber „Feuerball“ bezeichnet fälschlicherweise einen Heilzauber.[24]
3. Teilweise ausgebliebene Übersetzungen/Mischsätze: Einige englischsprachige Formulierungen in (Missions-)Texten sind nur zum Teil oder gar nicht aus dem Englischen übersetzt, was zu Sprachwechseln inmitten von Sätzen führt („To ready your weapon or fists, drücken: F.“).[5]
4. Unvollständige deutsche Antwortoptionen in Dialogen: „Ich bin auf die Götter nicht gut zu“.[5]
5. Die Buttons in den Menüs sind teilweise zu klein für die deutschen Wörter, weshalb diese über die Ränder dieser hinausgehen.[5]
6. Fehlende deutsche Übersetzung von Objektbezeichnungen: „Gate to Oblivion“ statt „Tor nach Oblivion“ oder „Oblivion-Portal“.
7. Fehlende Synchronisation der gesprochenen Texte der NPCs.[25]
8. Synchronisation weicht von Untertiteln ab oder stimmt inhaltlich oder sprachlich überhaupt nicht mit diesen überein.[25]

Bei einschlägigen deutschen Spielemagazinen wurde dies in den herausgegebenen Tests zum Hauptspiel mit unterschiedlicher Schwerpunktsetzung zu einem abwertenden Faktor, der aber an der insgesamt sehr positiven Rezeption nur wenig veränderte.

### Kritik an kostenpflichtigem DLC „Horse Armor Pack“
Auf große Kritik stieß Bethesdas erste Downloaderweiterung Horse Armor Pack, die am 3. April 2006 erschien. Für eine Pferderüstung, einen kosmetischen Spielgegenstand, fielen Kosten von 200 Microsoft-Punkten (Xbox) an, umgerechnet 2,00 US-Dollar bzw. 2,50 Euro, was mehrheitlich als überzogen bewertet wurde. Laut Gamestar bleibe es „als Mahnmal für Abzock-Erweiterungen“ in Erinnerung, ähnlich die Wertung von Jim Sterling für Destructoid, das offizielle britische Xbox-Magazin bezeichnete es als “perhaps the most infamous example of downloadable content ever coded” (deutsch: „die womöglich berüchtigtste Downloaderweiterung, die jemals programmiert wurde“), Gamesradar als „das nutzloseste, überteuertste Stück DLC“. Als Reaktion auf die Kritik bot Bethesda seine folgenden Downloaderweiterungen zu niedrigeren Preisen an. Das Unternehmen gab an, noch auf der Suche nach dem richtigen Preis für Downloaderweiterungen zu sein. Allerdings seien die Verkaufszahlen besser als erwartet ausgefallen. In einem Interview im März 2011 gab Bethesdas Vice-President Pete Hines gegenüber dem offiziellen Xbox-Magazin an, dass auch die „vielgeschmähte“ Rüstung immer noch gekauft werde. Als Gründe für die starken Negativreaktionen beschrieb Hines die Kombination aus schlechter Preisgestaltung und schlechtem Timing. Entscheidend sei gewesen, dass es eine der ersten Downloaderweiterungen überhaupt und der Gegenwert nicht ausreichend gewesen sei. Am 1. April 2009 hatte Bethesda bereits mit einer humoristischen Sonderverkaufsaktion auf den negativen Ruf der Pferderüstung reagiert, als das Unternehmen alle Downloaderweiterungen mit Ausnahme des Horse Armor Packs verbilligt anbot, dessen Preis stattdessen auf 400 Microsoft-Punkte verdoppelt wurde.